# Oxygene 7–13
Oxygene 7–13 ist ein instrumentales Konzept- und das zwölfte Studioalbum des französischen Musikers Jean-Michel Jarre. Es ist die geistige Fortsetzung seines 1976 erschienenen Albums Oxygène. Mit Erscheinen von Oxygene 3 im Jahr 2016 gehört es als zweiter Teil zur Oxygene-Trilogie.

## Besonderheit
Als Jarre 1976 Oxygène einspielte, waren seine Möglichkeiten sowohl an Instrumenten als auch an Aufzeichnungsmöglichkeiten begrenzt. 21 Jahre später nutzte Jarre für Oxygene 7–13 sehr viele der bereits 1976 verwendeten Synthesizer und Instrumente, um den Stil von Oxygène erneut aufzugreifen. Oxygene 7–13 ist allerdings teils dynamischer und moderner gestaltet als der Vorgänger. Jarre widmete das Album seinem Mentor, dem Experimental-Musiker Pierre Schaeffer, unter dessen Leitung Jarre seine ersten Erfahrungen in der elektronischen Musik sammelte. Aus dem Album heraus entstand die Oxygene-Tour. Im Anschluss folgte am 6. September 1997 ein – für die Zuschauer kostenloses – Mega-Konzert in Moskau, Russland. Jarre trat vor geschätzten 3,5 Millionen Gästen zur 850-Jahr-Feier der Stadt vor der Staatlichen Universität auf und sicherte sich damit einen erneuten Eintrag in das Guinness-Buch der Rekorde. Während des Konzerts wurde eine Liveschaltung zur Raumstation Mir hergestellt.

## Titelliste
- Geschrieben und arrangiert von Jean-Michel Jarre

1. Oxygene 7 (Part 1, 2, 3) – 11:41
2. Oxygene 8 – 3:54
3. Oxygene 9 (Part 1, 2, 3) – 6:13
4. Oxygene 10 – 4:16
5. Oxygene 11 – 4:58
6. Oxygene 12 – 5:36
7. Oxygene 13 – 4:23

## Wichtige Versionen
| Jahr | Ausgabeform     | Medium | Land               | Label                 | Katalognummer             | Bemerkung        |
| ---- | --------------- | ------ | ------------------ | --------------------- | ------------------------- | ---------------- |
| 1997 | Original        | CD     | Frankreich, Europa | Disques Dreyfus, EPIC | FDM 36159-2, EPC 486984 2 | 20bit technology |
| 1997 | Promo/Interview | CD     | Frankreich         | EPIC                  | SAMPCD 4092               | Interviews       |

## Besetzung

### Musiker
- Jean-Michel Jarre, Keyboards und elektronische Geräte
- Francis Rimbert, Produktionsunterstützung und zusätzliche Keyboards
- Christian Sales, zusätzliche Programmierung und Sounds in Oxygene 8

### Keyboards und Geräte
- ARP 2600, EMS VCS 3, AKS, Eminent 310, Mellotron, Theremin, Yamaha CS-80, QUASIMIDI, Digisequencer, Emagic Logic Audio, Akai MPC 3000, Clavia Nord Lead, Roland JV-90, Kurzweil K2000, RMI, Korg Prophecy, Roland TR-808, Roland DJ-70